# Greatest Hits (Björk)
Greatest Hits är ett samlingsalbum av den isländska sångerskan och musikern Björk, utgivet den 4 november 2002 på One Little Indian Records. Även om inte albumet omfattar alla Björks singlar (som "It's Oh So Quiet" och "Violently Happy", två som uppnådde höga listplaceringar), har alla de låtar som finns på albumet givits ut som singlar. Samlingen består av tidigare utgivet material, utom "It's in Our Hands", som släpptes på singel till detta album i december samma år.

## Låtlista
| Nr  | Titel                                   | Kompositör                           | Ursprungligt album | Längd |
| --- | --------------------------------------- | ------------------------------------ | ------------------ | ----- |
| 1.  | All Is Full of Love                     | Björk                                | Homogenic          | 4:47  |
| 2.  | Hyperballad                             | Björk                                | Post               | 5:22  |
| 3.  | Human Behaviour                         | Björk, Nellee Hooper                 | Debut              | 4:12  |
| 4.  | Jóga                                    | Björk, Sjón                          | Homogenic          | 5:05  |
| 5.  | Bachelorette                            | Björk, Sjón                          | Homogenic          | 5:15  |
| 6.  | Army of Me                              | Björk, Graham Massey                 | Post               | 3:56  |
| 7.  | Pagan Poetry                            | Björk                                | Vespertine         | 5:14  |
| 8.  | Big Time Sensuality (The Fluke Minimix) | Björk, Hooper                        | Debut              | 4:55  |
| 9.  | Venus as a Boy                          | Björk                                | Debut              | 4:40  |
| 10. | Hunter                                  | Björk                                | Homogenic          | 4:15  |
| 11. | Hidden Place                            | Björk                                | Vespertine         | 5:28  |
| 12. | Isobel                                  | Björk, Hooper, Sjón, Marius de Vries | Post               | 5:47  |
| 13. | Possibly Maybe                          | Björk, Hooper, de Vries              | Post               | 5:05  |
| 14. | Play Dead                               | Björk, David Arnold, Jah Wobble      | Debut              | 3:55  |
| 15. | It's in Our Hands                       | Björk                                | Tidigare outgiven  | 4:15  |